# 172 (număr)
172 (o sută șaptezeci și doi) este numărul natural care urmează după 171 și precede pe 173 într-un șir crescător de numere naturale.

## În matematică
172
- Este un număr compus.[1]
- Este un număr deficient.[2][3]
- Este un număr poligonal,[4] (30-gonal[5])
- Este un număr necototient,[6]
- Este suma valorilor funcției φ(x) a primilor 32 de întregi.
- Face parte din șirul Lazy Caterer.[7]
- Este un număr repdigit în bazele 6 (4446), 42 (4442), 84 (2284) și 171 (1184).

## În știință

### În astronomie
- Obiectul NGC 172 din New General Catalogue este o galaxie spirală barată cu o magnitudine 14,66 în constelația Balena.
- 172 Baucis este un asteroid mare din centura principală, de tip S.
- 172P/Yeung este o cometă periodică din sistemul nostru solar.